# 51 Hydrae

51 Hydrae, som är stjärnans Flamsteed-beteckning, är en ensam stjärna belägen i den östra delen av stjärnbilden Vattenormen och har även Bayer-beteckningen k Hydrae.. Den har en skenbar magnitud på 4,78 och är svagt synlig för blotta ögat där ljusföroreningar ej förekommer. Baserat på parallaxmätning inom Hipparcosuppdraget på ca 19,2 mas, beräknas den befinna sig på ett avstånd på ca 170 ljusår (ca 52 parsek) från solen. Den rör sig bort från solen med en heliocentrisk radialhastighet på ca 20 km/s. Eggen (1971) listade den som medlem i Eta Cephei-gruppen av gamla diskstjärnor. 

## Egenskaper
51 Hydrae är en orange till gul jättestjärna av spektralklass K4 III, vilket betyder att den förbrukat förrådet av väte i dess kärna och expanderat bort från huvudserien. Den har en massa som är ca 1,3 solmassor,  en radie som är ca 13,5 solradier och utsänder från dess fotosfär ca 55 gånger mera energi än solen vid en effektiv temperatur av ca 4 300 K.